# San Antonio de Senkata
San Antonio de Senkata es una localidad boliviana perteneciente al Municipio de Calamarca de la Provincia de Aroma en el Departamento de La Paz. En cuanto a distancia, San Antonio de Senkata se encuentra a 40 km de La Paz y a 189 km de Oruro. La localidad forma parte de la Ruta Nacional 1 de Bolivia (doble vía). 
Según el último censo de 2012 realizado por el Instituto Nacional de Estadística de Bolivia (INE), la localidad cuenta con una población de 1.339 habitantes y está situada a 3.945 m s. n. m.

## Demografía
La población de la localidad ha aumentado en más de dos tercios en las últimas dos décadas:
| Año  | Población | Fuente |
| ---- | --------- | ------ |
| 1992 | 807       | Censo  |
| 2001 | 1 031     | Censo  |
| 2012 | 1 339     | Censo  |